# Pangrapta transducta
Pangrapta transducta är en fjärilsart som beskrevs av George Francis Hampson 1926. Pangrapta transducta ingår i släktet Pangrapta och familjen nattflyn. Inga underarter finns listade i Catalogue of Life.